# Conciertos virtuales

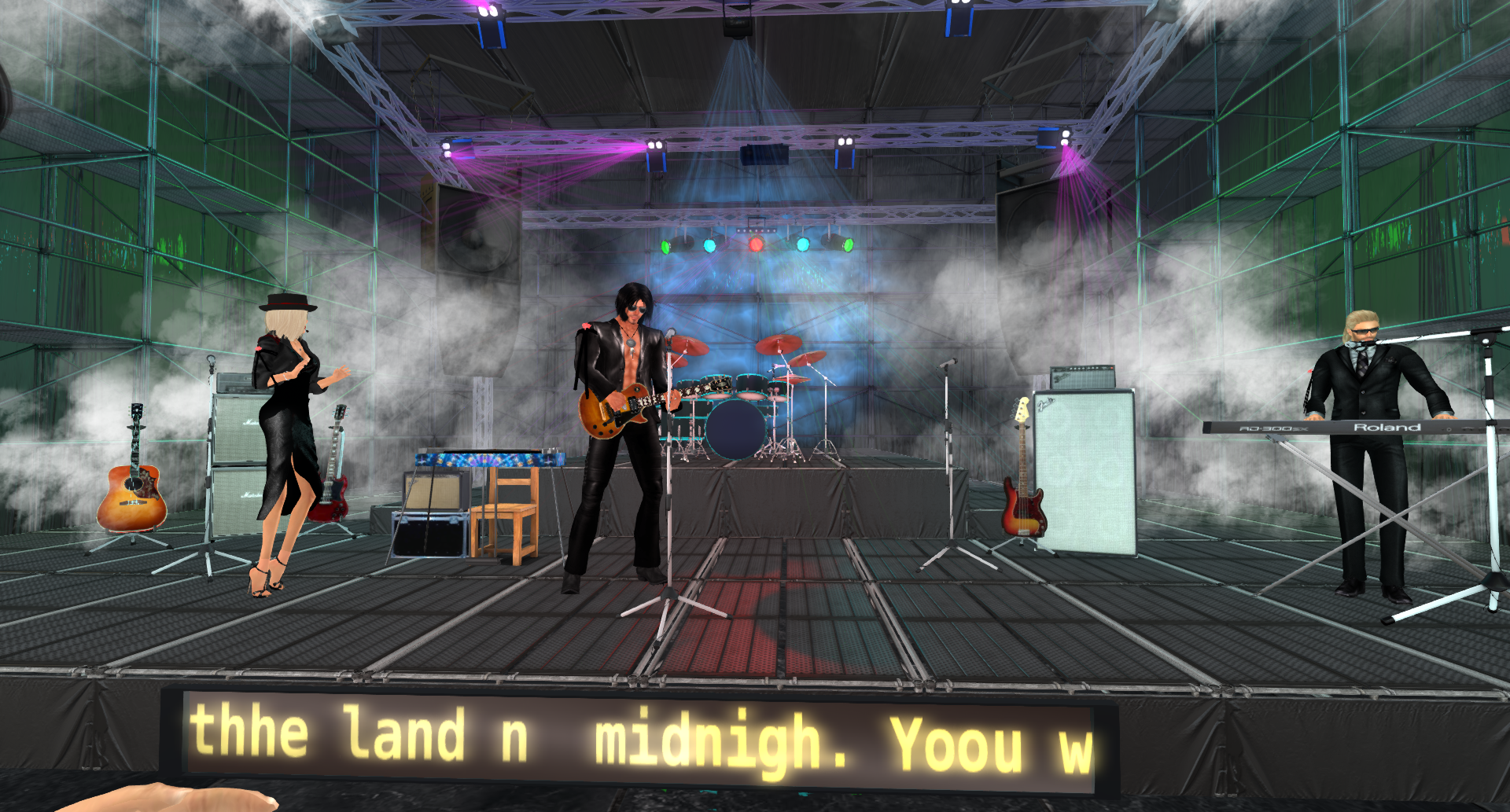
Una actuación en "LA Club 2020 & Friends" en Second Life

Los conciertos virtuales, también llamados conciertos en el metaverso, conciertos digitales o conciertos en videojuegos, son actuaciones normalmente musicales que se producen en un mundo virtual donde los artistas actúan en un escenario virtual. El artista o los artistas son representados mediante avatares virtuales de características similares (también cabe la posibilidad de que el artista no represente a una persona real, sino que represente a personajes ficticios como Hatsune Miku) y son proyectados en un escenario virtual donde bailan y cantan con una música pregrabada.
Estas actuaciones pueden verse en videojuegos como Fortnite Battle Royale, Roblox, Minecraft o PUBG.

## Ventajas
Gracias a estos conciertos, los avatares no tienen limitaciones físicas. De esta forma, un artista puede cambiar rápidamente de ropa en una actuación o hacer cambios en el escenario o el entorno para ofrecer mayor espectacularidad.
Además de esta manera más aficionados de dicho artista tienen la oportunidad de ver un espectáculo en vivo.

## Historia
Historia en Corea del sur
Gracias a la industria musical del K-pop, los conciertos virtuales comenzaron a introducirse mediante varios sellos discográficos surcoreanos como SM Entertainment o YG Entertainment. En 1998, SM Entertainment intentó poner en marcha su primer debut holográfico con H.O.T (una boy band de chicos ahora desaparecida) pero no lo consiguió. El 5 de enero de 2013, SM Entertainment realizó un concierto virtual en el distrito de Gangnam con imágenes a tamaño real de las integrantes de Girl’s Generation proyectadas en el escenario. 
El 20 de julio del mismo año, YG Entertainment lanzó un concierto virtual permanente en el parque temático Everland situado en Yongin, Corea del Sur. Bajo el nombre K-Pop Hologram: YG at Everland, las actuaciones virtuales incluyen las canciones “Gentleman” y “Gangnam Style” de PSY y canciones de las bandas Big Bang y 2NE1. 
Los conciertos virtuales en los videojuegos
Desde mediados de los años 2000, los conciertos virtuales también se han llevado a cabo en mundos virtuales en lugar de ubicaciones físicas. La primera banda importante en tocar en vivo en un mundo virtual fue Duran Duran, quien actuó en Second Life en 2006. En el mismo año, Phil Collins apareció en Grand Theft Auto: Vice City Stories interpretando su sencillo "In The Air Tonight"; el concierto es accesible a todos como parte del juego.
En enero de 2019, se llevó a cabo un festival de música virtual llamado Fire Festival (nombrado como una obra de teatro en el infame Festival Fyre de 2017) en un servidor dedicado de Minecraft. Organizado por el productor canadiense Max Schramp, el evento se llevó a cabo en apoyo de la organización de prevención del suicidio LGBT The Trevor Project. Al mes siguiente, el 2 de febrero, el productor de EDM Marshmello realizó un concierto de diez minutos en el mapa principal del juego de disparos en tercera persona Fortnite Battle Royale. El concierto fue visible para cualquiera que jugara el juego durante ese tiempo.
Los conciertos virtuales crecieron en popularidad durante 2020 y 2021 debido a las restricciones impuestas por la pandemia de COVID-19 que dificultaron la realización de conciertos tradicionales. Se realizaron más conciertos en Fortnite con artistas como Travis Scott, BTS, Diplo, y Ariana Grande como experiencias interactivas. Fortnite continuaría organizando conciertos virtuales en un mapa lateral más pequeño y más orientado a las redes sociales llamado "Party Royale". El 16 de abril de 2020, la cantautora estadounidense Soccer Mommy colaboró con Club Penguin Rewritten fangame para organizar un concierto de su álbum Color Theory.
Muchos espectáculos virtuales han comenzado a experimentar con la realidad virtual y aumentada. TheWaveXR, una plataforma dedicada para conciertos de realidad virtual, se lanzó en 2017. Entre los artistas que han actuado en la plataforma se incluyen Imogen Heap, The Glitch Mob y Kill the Noise; el servicio cerró en 2021. En agosto de 2020, el cantante canadiense The Weeknd colaboró con la plataforma de redes sociales TikTok para realizar una transmisión en vivo de realidad aumentada interactiva titulada "The Weeknd Experience" en varias fechas, la primera el 7 de agosto de 2020.
El auge de los conciertos virtuales fue tan grande que inclusive la edición 64 de los Grammy Awards se presentó en Roblox.

## Conciertos destacados
- Ariana Grande - Fortnite
- Travis Scott - Fortnite
- South By Southwest - Minecraft
- ABBA Voyage [18]

## Premios relacionados
- MTV Video Music Awards - Best Metaverse Performance[19]